# アスペン音楽祭
アスペン音楽祭（英語: Aspen Music Festival and School）は、コロラド州アスペンで開かれる、演奏家の教育を目的するクラシック音楽の音楽祭である。

## 概要
1949年、シカゴの実業家であるウォルターとエリザベスのペプケ夫妻によって創設された。長年にわたり、ヘンリ・テミアンカ率いるパガニーニ弦楽四重奏団が充実した活動を見せていた。
毎年7月から8月にかけての8週間で、350以上にわたるオーケストラ、室内楽、オペラ、現代音楽、子供のための音楽教室、講演、討論会などのイベントが行われる。期間中の動員数は10万人を超える。
また表現方法を身につけることを主眼とした、若手演奏家に対するプログラムも設けられており、約40ヶ国から750人が参加している。学生の平均年齢は23歳。プログラムにはオーケストラでの演奏、個人レッスン、マスタークラス、リサイタルなどのカリキュラムがあり、座学と実演が組み合わされた形となっている。学生たちには、アスペン音楽祭オーケストラ、アスペン室内交響楽団、アスペンコンサートオーケストラなどで、オーケストラのメンバーとして最高峰の演奏家たちとともに、世界的に著名な指揮者のもとで演奏する機会が与えられる。また若手指揮者にもアスペンにある指揮者のためのアメリカン・アカデミーで指揮をする機会が与えられる。
1998年より指揮者のデイヴィッド・ジンマンが音楽監督を務めている。

## 出身者
- ジョシュア・ベル
- サラ・チャン
- ジェームズ・コンロン
- リン・ハレル
- ルネ・フレミング
- ジェームズ・レヴァイン
- チョーリャン・リン
- イツァーク・パールマン
- レナード・スラットキン
- ナージャ・サレルノ＝ソネンバーグ
- フィリップ・グラス
- ブライト・シェン
- ウィリアム・ボルコム
- ドーン・アップショウ